# البعثة الفرنسية الجيوديزية إلى الإكواتور
البعثة الفرنسية الجيوديزية للإكواتور (بالفرنسية: Expédition géodésique française en Équateur)‏، هي بعثة علمية أرسلتها فرنسا خلال القرن الثامن عشر إلى ما يعرف حاليا بالإكواتور. عرفت أيضا باسم البعثة الفرنسية الجيوديزية للبيرو وباسم البعثة الجيوديزية الفرنسية الإسبانية.

## البعثة
شارك في هذه البعثة علماء الفلك الفرنسيين شارل ماري دي لا كوندامين وبيير بوغي ولويس غودين وعالم الجغرافيا الإسباني يورج خوان ي سانتاسيليا.
- تاريخ علم تقسيم الأرض